# Carl Erik Soya
Carl Erik Soya född Carl Erik Martin Soya, född 30 oktober 1896 i Köpenhamn död 10 november 1983, dansk författare.

## Författarskap
Soya debuterade som dramatiker 1930. Han har skrivit romaner, skådespel, dikter och aforismer. I hans omfattande produktion intar skådespelen en framskjuten plats. Ofta har de motiv från borgerlig miljö, alltid har de till syfte att avslöja hyckleri och fördomar, mestadels har de sin styrka i den spirituella och slagkraftiga dialogen.
Av Soyas skådespel har flera uppförts i Sverige, bl. a. Parasiterna (1929), Fan ger ett anbud (1932), tetralogin Brottstycken av ett mönster (1940), Två trådar (1943), 30 års uppskov (1944), avrundad med komedin Fritt val (1948).